# Умовно-періодичний рух
Умо́вно-періоди́чний рух — загальний випадок фінітного руху в складній системі, при якому існують несумірні частоти, що призводить до того, що фазові траєкторії не є замкнутими.
Найпростішим прикладом умовно-періодичного руху є коливання двох маятників із різними періодами. Частоти коливань є дійсними числами, а тому не кратні одна одній. При таких коливаннях система маятників ніколи не повертається до початкового стану, хоча може проходити дуже близько до нього. Таким чином, рух є начебто періодичним, але все ж траєкторії незамкнуті.